# Euchromius tanalis
Euchromius tanalis là một loài bướm đêm trong họ Crambidae.